# Списък на владетелите на княжество Брауншвайг-Волфенбютел
Списък на владетелите на Княжество Брауншвайг-Волфенбютел (на немски: Fürstentum Braunschweig-Wolfenbüttel; на латински: Ducatus Brunsvicensis), което от 1269 г. до 1815 г. е имперска територия на Свещената Римска империя в състава на Херцогство Брауншвайг-Люнебург на територията на днешна германска Долна Саксония. Столици са Волфенбютел и Брауншвайг.
През 1814 г. на Виенския конгрес от княжеството се създава Херцогство Брауншвайг.

## Князе на Брауншвайг-Волфенбютел
Князете и принцовете носят титлата херцог на Брауншвайг-Волфенбютел.
| Управление | Име                                                    |
| --- | ------------------------------------------------------ |
| 1267–1279 | Албрехт I (1236–1279) основател на Стар Дом Брауншвайг |
| 1279–1291 | неговите синове: Хайнрих I, Албрехт II и Вилхелм I.    |
| През 1291 г. наследствена подялба: Хайнрих получава Княжество Грубенхаген; Албрехт - Княжество Гьотинген и Вилхелм – Брауншвайг-Волфенбютел. През 1292 г. Албрехт получава Брауншвайг-Волфенбютел |                                                        |

| Управление | Име |
| --- | --- |
| 1291–1292 | Вилхелм I |
| 1292–1318 | Албрехт II (1268–1318) |
| 1318–1344 | След смъртта на Албрехт неговите синове Ото, Ернст I и Магнус I управляват заедно. След смъртта на бездетния Ото през 1344 г. братята Ернст и Магнус си разделят територията: Ернст управлява Обервалд с Гьотинген, Магнус – Брауншвайг-Волфенбютел. |
| 1344–1369 | Магнус I (1304–1369) |
| 1369–1373 | Магнус II Торкват (При него започва наследствената война от 1370-88, продължена от синовете му Фридрих и Бернхард) |
| 1373–1400 | Фридрих I; след неговото убийство близо до Фритцлар през 1400 г. неговите братя Бернхард I и Хайнрих I управляват заедно |
| 1400–1409 | Хайнрих I († 1416); Той основава Средния Дом Брауншвайг, който си делят първо племенниците му, Виллелм и Хайнрих |
| 1400–1428 | Бернхард I, той наследява Люнебург и основава Дом Хановер |
| 1416–1482 | Вилхелм I († 1482) |
| 1482–1491 | Вилхелм II († 1503) |
| 1491–1514 | Хайнрих I Стари (1463–1514) |
| 1514–1568 | Хайнрих Млади (1489–1568); той е противник на Лутераните |
| 1568–1589 | Юлий (1528–1589); През 1572 г. основава библиотеката, 1576 г. университет в Хелмщет. Юлий е протестант |
| 1589–1613 | Хайнрих Юлий (1564–1613); Той е епископ на Халберщат, ректор на университет Хелмщет, алхимист и писател |
| 1613–1634 | Фридрих Улрих (1591–1634) |
| Средната линия Волфенбютел измира през 1634 г. Титлата пеминава към клон на Старата линия на Дом Люнебург (Нов Дом Брауншвайг) | |
| 1635–1666 | Август II Млади от Брауншвайг-Люнебург (1579–1666); през 1643 г. се нанася в резиденцията Волфенбютел. Той е основател на барок театър и Библиотека Аугуста                                                                                          |
| 1666–1704 | Рудолф Август (1627–1704); през 1671 г. той завладява град и крепост Брауншвайг |
| 1685–1714 | Антон Улрих (1633–1714); Той е политик, поет и основател на музей, наречен на него, в Брауншвайг |
| 1714–1731 | Август Вилхелм (1662–1731) |
| 1731–1735 | Лудвиг Рудолф (1671–1735) |
| Волфенбютел линията измира. Титлата отива на клона на линията Брауншвайг-Беверн.                                               | |
| 1735 | Фердинанд Албрехт II (1680–1735) |
| 1735–1780 | Карл I (1713–1780); Основател на Техническия университет Брауншвайг (Collegium Carolinum]]; през 1753 г. резиденцията се мести в Брауншвайг |
| 1780–1806 | Карл II Вилхелм Фердинанд (1735–1806); Той е командир на пруската армия; умира в битката при Иена |
| 1806–1807 | Фридрих Вилхелм (1771–1815); Олешница/Силезия, „Черния херцог“ |
| 1807–1813 | Окупация от Франция (Кралство Вестфалия) |
| През 1814 г. влиза в Херцогство Брауншвайг                                                                                     | |